# Kolvi Mandi Rajendra pura
Kolvi Mandi Rajendra pura is een census town in het district Jhalawar van de Indiase staat Rajasthan. 

## Demografie
Volgens de Indiase volkstelling van 2001 wonen er 7860 mensen in Kolvi Mandi Rajendra pura, waarvan 52% mannelijk en 48% vrouwelijk is. De plaats heeft een alfabetiseringsgraad van 68%. 